# حب ودلع (فلم)
حب ودلع هو فيلم مصري عرض عام 1959، بطولة هدى سلطان وحسين رياض وماجدة الخطيب، ومن إخراج محمود إسماعيل.

## قصة الفيلم
تستغل (بطة) مطربة الأفراح جمالها وأنوثتها في ابتزاز الرجال المعجبين بها، أما شقيقها (جلجل) فهو فاسد يحب جارته (رحمة) التي تحب العامل البسيط (حسن) الذي يخطبها من عمها، تصمم بطة على تحقيق رغبة (جلجل) في الزواج من (رحمة)، تنجح في إيقاع العم في شباكها رغم عمره الكبير، ينساق لها ويتزوجها على أن تتزوج (رحمة) من (جلجل) رغم أنفها، يشفق (حسن) على العم وما تردى فيه ويعز عليه أن ينهار على يد (بطة)، يصمم (أبو سنة) عشيق (بطة) أن ينتقم لكرامته منها بعد أن تغدر به، يحاول قتلها ليلة زواج (جلجل) و(رحمة) ولكن (حسن) يستطيع أن ينقذها، اعترافاً بالجميل تعدل (بطة) عن زواج (رحمة) من (جلجل) وأن تتزوج من (حسن)، وتطلب الطلاق من العم.

## طاقم التمثيل
- هدى سلطان: (بطة)
- حسين رياض: (عويس)
- ماجدة الخطيب: (رحمة)
- محمود شكوكو: (حودة)
- نعمت مختار: (الراقصة زوزو)
- محمد الدفراوي: (حسن)
- صلاح نظمي: (جلجل)
- محمود إسماعيل: (المعلم مدبولي)
- حسين عيسى: (المعلم أبو سنة)
- شفيق نور الدين: (زميل عويس في العمل)
- نبيلة السيد: (حلل خدامة بطة)
- عبد المنعم إسماعيل: (عم عبده - بائع الفول)
- عباس الدالي: (فراش)
- ليلى يسري: (راقصة)
- ميمي جمال: (راقصة)
- عبد السلام محمد: (صبي القهوة)
- عبد الحميد بدوي: (والد حسن)
- مختار السيد: (عريس الفرح)

## فريق العمل
- إخراج: محمود إسماعيل
- قصة: إبراهيم عز الدين
- سيناريو وحوار: محمود إسماعيل
- مدير التصوير: عبد العزيز فهمي
- مونتاج: سعيد الشيخ
- موسيقى تصويرية: فؤاد الظاهري، عبد الفتاح منسي
- إنتاج: أفلام النور العربية (عبد الفتاح منسي)
- توزيع: أفلام النور العربية (عبد الفتاح منسي)

## أغاني الفيلم
حب ودلع
- تأليف: فتحي قورة، ألحان: محمد الموجي، غناء: هدى سلطان

يا معجباني
- تأليف: محمد حلاوة، ألحان: عزت الجاهلي، غناء: هدى سلطان

يا عزيز عيني
- تأليف: فتحي قورة، ألحان: منير مراد، غناء: هدى سلطان

حب ودلع
- تأليف: فتحي قورة، ألحان: عزت الجاهلي، غناء: محمود شكوكو